# All Shook Down
All Shook Down è il settimo ed ultimo album discografico in studio del gruppo musicale statunitense The Replacements, pubblicato nel 1990. 

## Tracce
Le tracce sono di Paul Westerberg, tranne dove indicato.
Versione originale
1. Merry Go Round – 3:29
2. One Wink at a Time – 3:02
3. Nobody – 3:06
4. Bent Out of Shape – 3:42
5. Sadly Beautiful – 3:09
6. Someone Take the Wheel – 3:37
7. When It Began – 3:07
8. All Shook Down – 3:16
9. Attitude – 2:43
10. Happy Town – 2:54
11. Torture – 1:51
12. My Little Problem – 4:09
13. The Last – 2:54

2008 CD reissue bonus tracks
1. When It Began (Demo Version) – 2:47
2. Kissin' In Action (Demo Version) – 2:27
3. Someone Take the Wheel (Demo Version) – 3:37
4. Attitude (Demo Version) – 2:54
5. Happy Town (Demo Version) – 2:40
6. Tiny Paper Plane (Demo) – 2:08
7. Sadly Beautiful (Demo) – 3:15
8. My Little Problem (Alternate Version) – 3:39
9. Ought To Get Love – 3:04
10. Satellite (Tommy Stinson) – 3:39
11. Kissin' In Action – 3:35

## Formazione
- Paul Westerberg - chitarre, voce
- Tommy Stinson - basso, cori
- Chris Mars - batteria
- Silm Dunlap - chitarra